# IC 2459
IC 2459 ist eine Elliptische Galaxie vom Hubble-Typ E3 im Sternbild Luchs am Nordsternhimmel. Sie ist schätzungsweise 307 Millionen Lichtjahre von der Milchstraße entfernt und hat einen Durchmesser von etwa 35.000 Lichtjahren.
Im selben Himmelsareal befinden sich u. a. die Galaxien NGC 2793, NGC 2823, NGC 2840, IC 2456.
Die Typ-II-Supernova SN 1998bm wurde hier beobachtet.
Das Objekt wurde am 25. April 1903 von Stéphane Javelle entdeckt.